# 西城乡 (文水县)
西城乡，是中华人民共和国山西省吕梁市文水县下辖的一个乡镇级行政单位。

## 行政区划
西城乡下辖以下地区：
西城村、新立村、新庄村、杭城村、东石侯村、武良村和东城村。